# Gary Oakes
Gary James Oakes (* 21. September 1958 in London) ist ein ehemaliger britischer Hürdenläufer.
Oakes belegte bei den Leichtathletik-Junioreneuropameisterschaften 1977 in Donezk den dritten Platz im 400-Meter-Hürdenlauf. Über dieselbe Distanz wurde er 1980 und 1982 britischer Landesmeister sowie 1981 Meister der Amateur Athletics Association.
Seinen bedeutendsten internationalen Erfolg feierte Oakes bei den Olympischen Spielen 1980 in Moskau. Im 400-Meter-Hürdenlauf gewann er die Bronzemedaille hinter Volker Beck aus der DDR und Wassyl Archypenko aus der Sowjetunion. Später startete Oakes noch bei den Leichtathletik-Weltmeisterschaften 1983 in Helsinki, konnte sich jedoch nicht für das Finale qualifizieren.
Gary Oakes ist 1,77 m groß, hatte ein Wettkampfgewicht von 69 kg und startete für den Haringey Athletic Club. Seine Ehefrau Heather Hunte gewann mit der britischen 4-mal-100-Meter-Staffel zwei olympische Bronzemedaillen.